# Ecliptopera fastigata
Ecliptopera fastigata är en fjärilsart som beskrevs av Rudolf Püngeler 1909. Ecliptopera fastigata ingår i släktet Ecliptopera och familjen mätare. Inga underarter finns listade i Catalogue of Life.